# Чкаловский сельский совет (Весёловский район)
Чкаловский сельский совет (укр. Чкаловська сільська рада) — входит в состав
Весёловского района Запорожской области Украины.
Административный центр сельского совета находится в селе Чкалово.

## История
- 1812 — дата образования.

## Населённые пункты совета
- с. Чкалово